# Lucas van Merwijk
Lucas van Merwijk (De Bilt, 1961) is een Nederlandse drummer. Van Merwijk komt uit een gezin van vijf kinderen. Hij is de broer van Jeroen van Merwijk, die met zijn twee-eiige tweelingbroer Vincent in 1955 werd geboren. Daarop volgden broer Cuno, zus Anne-Marie en als laatste Lucas van Merwijk. Hij werkte na een korte studie in Cuba mee aan diverse albums en heeft opgetreden met verschillende artiesten en bands.
Lucas van Merwijk integreert diverse muziekstijlen in zijn drumspel, waaronder latin, jazz, funk, rock en wereldmuziek. Hij heeft samengewerkt met Nederlandse artiesten als Hennie Vrienten, Ramses Shaffy, Denise Jannah en Candy Dulfer, en heeft ook verschillende internationale artiesten begeleid, waaronder Jessye Norman en Carmen Linares.

## Bands
Lucas van Merwijk was bandleider en/of bandlid in diverse bands, waaronder de Cubop City Big Band, Drums United, Van Merwijks Music Machine en Nueva Manteca (met onder andere Jan Laurens Hartong).
Een van zijn meest bekende projecten is de Cubop City Big Band, die Cubaanse mambo en latin jazz speelt met een moderne twist. De band heeft diverse albums uitgebracht en is regelmatig te zien op grote festivals in binnen- en buitenland. NRC noemde van Merwijk "een explosieve en stuwende kracht in formaties als de Cubop City Big Band en Nueva Manteca". In 2010 verscheen een zevendelig boxset met het complete werk van de Cubop City Big Band. NRC schreef over deze boxset: "Deze zevendelige set is een kluif die recht doet aan inspirator, bandleider en drummer Lucas van Merwijk. [...] Daarop treedt Van Merwijk soms uit de schaduw om te laten horen wat een fantastische drummer hij is."

## Erkenning en waardering
Lucas van Merwijk heeft diverse prijzen en onderscheidingen ontvangen voor zijn bijdrage aan de Nederlandse muziekindustrie, waaronder de Global Groove Award. Hij werd door lezers van de Slagwerkkrant twaalfmaal gekozen als 'Beste jazzdrummer' respectievelijk 'Beste fusiondrummer'. In 2010 ontving van Merwijk de Global Act Award van de afdeling wereldmuziek van Muziek Centrum Nederland. NRC schreef naar aanleiding hiervan een profiel over van Merwijk, en noemde hem "een gezichtbepalende kracht in de wereldmuziek, als docent en initiator van optredens." Van Merwijk wordt gezien als een van de beste latin en latin jazz drummers binnen en buiten Nederland.

## Overige werkzaamheden
Naast zijn werk als muzikant is Lucas van Merwijk ook actief als muziekdocent en componist. Hij heeft diverse boeken geschreven over coördinatietechnieken en world rhythms (World Beat en Advanced Coordination Studies). Naast zijn vaste docentschap aan het Conservatorium van Amsterdam is hij te zien als gastdocent op muziekscholen en conservatoria.
In 2021 werd Lucas van Merwijk artistiek leider van Dias Latinos, een Amersfoorts festival met Latijns-Amerikaanse muziek en dans.

## Prijzen en nominaties
- MCN Global Act Award (2010)[6]
- Slagwerkkrant Poll Award, categorie Fusion/World Drums Benelux (o.a. 2015, 2019)[10][11]

## Discografie (selectie)
- Boulevard of Broken Dreams - It's the Talk of the Town (1985)
- Future Shock - Electric Night (1988)
- Nueva Manteca - Varadero Blues (1989)
- Nueva Manteca - Afrodisia (1991)
- Henny Vrienten - Mijn Hart Slaapt Nooit (1991)
- Future Shock - Handclaps 1988)
- Sticks & Strings - Uru (1992)
- Candy Dulfer - Sax a Go Go (1993)
- Nueva Manteca - Porgy & Bess (1994)
- Lucas van Merwijk & his Cubop City Big Band -The Machito Project (1995)
- Candy Dulfer - Big Girl (1996)
- Lucas van Merwijk & his Cubop City Big Band - Moré & More (1997)
- Sticks & Strings - Jamfever (1997)
- Lucas van Merwijk & his Cubop City Big Band - Live in the Hague (1998)
- Nueva Manteca - Nightpeople (1998)
- Lucas van Merwijk & Aly N'Diaye Rose - Drumix! (1999)
- Trio Amuedo van Merwijk Vierdag - Live in Amsterdam (2001
- Lucas van Merwijk & his Cubop City Big Band - Arsenio (2002)
- Nueva Manteca - Congo Square (2002)
- Nueva Manteca - Westside Story (2003)
- Drums United - World of Rhythm (2005)
- Lucas van Merwijk & his Cubop City Big Band - Latin Vocal Explosion (2007)
- Drums United - Heartbeat (2010)
- Lucas van Merwijk & his Cubop City Big Band - Que Sensación! (2011)
- Drums United - Rhythm Dreams (2014)
- Van Merwijk's Music Machine - Cuban Golden Classics (2015)
- The Professionalz - Three Minute Pieces (2015)
- Lucas van Merwijk & his Cubop City Big Band - EWF Latino (2016)
- Lucas van Merwijk - Climate Change (2019)
- Van Merwijks Music Machine - Caribbean Postcard (2021)
- Vrienden zingen Jeroen - Leve van Merwijk (2022)
- Lucas van Merwijk & his Cubop City Big Band - El Inolvidable (2022)